# 酪農とちぎ農業協同組合
酪農とちぎ農業協同組合（らくのうとちぎのうぎょうきょうどうくみあい、略称：酪農とちぎ）は、栃木県宇都宮市に本店を置く酪農の農業協同組合（専門農協）である。

## 沿革
- 2001年（平成13年）8月1日 - 那須高原・三和・北部・明石・那須野・下都賀の6酪農協が合併し、酪農とちぎ農業協同組合が発足する。

## 管轄地域
那須高原支所
- 大田原市、那須塩原市、那須郡那須町

宇都宮支所
- 宇都宮市、日光市、矢板市、さくら市、那須烏山市、塩谷郡塩谷町、高根沢町、那須郡那珂川町

県南支所
- 栃木市、小山市、真岡市、下野市、河内郡上三川町、芳賀郡益子町、茂木町、市貝町、芳賀町、下都賀郡壬生町、野木町

## 施設
- 本所：〒321-0905 栃木県宇都宮市平出工業団地6-7
- 那須高原支所・那須高原クーラーステーション：〒325-0025 栃木県那須塩原市下厚崎字東原5-89
- 宇都宮支所：〒329-1213 栃木県塩谷郡高根沢町大字下柏崎541
- 県南支所：〒321-4363 栃木県真岡市鬼怒ヶ丘1丁目10-3
- 那須高原配送センター：〒329-3221 栃木県那須郡那須町漆塚567
- 高根沢配送センター：〒329-1216 栃木県塩谷郡高根沢町桑窪字町居1875
- ふれあい牧場：〒329-1213 栃木県塩谷郡高根沢町大字下柏崎541

## 製品
2003年6月より、組合独自の製品として「那須だいすき牛乳」を関東甲信越で販売していたが、2017年3月31日に市乳販売事業を終了した。